# Amtsbezirk Branderup
Der Amtsbezirk Branderup war ein Amtsbezirk im Kreis Hadersleben in der Provinz Schleswig-Holstein.
Der Amtsbezirk wurde 1889 gebildet und umfasste die folgenden Gemeinden:  
1. Arrild
2. Branderup
3. Hönning
4. Roost
5. Rurup

1920 wurde der Amtsbezirk aufgelöst und die Gemeinden aufgrund der Volksabstimmung in Schleswig an Dänemark abgetreten.